# Gayle Moran
Pour les articles homonymes, voir Moran.
Gayle Moran (née le 3 mars 1943 à Jackson, Michigan) est une autrice-compositrice-interprète et claviériste américaine.

## Biographie
Elle est la fille d'un pasteur et chante dans des cérémonies de Billy Graham. 
En 1972, elle épouse Chick Corea alors qu'ils sont membres des l'Église de scientologie, fondée par L. Ron Hubbard. Ils participent à l'album Space Jazz (en): The soundtrack of the book Battlefield Earth composé par Hubbard comme bande originale de son roman Terre champ de bataille à sa sortie en 1982.
Sur la recommandation de ce dernier, elle intègre la tournée la production en tournée de Jesus Christ Superstar pendant dix-huit mois. De la même façon, elle devient membre du Mahavishnu Orchestra au milieu des années 1970, apparaissant au chant et aux claviers dans les albums Apocalypse (1974), tourne avec le groupe, par exemple au Montreux Jazz Festival et Visions of the Emerald Beyond (1975). Elle part après celui-ci parce qu'elle refuse une nouvelle tournée.
Elle apparaît ensuite dans plusieurs enregistrements de Chick Corea : l'album Musicmagic de Return to Forever en 1977, les albums solo de Chick Corea The Leprechaun (1975), My Spanish Heart (1976), Mad Hatter (1978), Agent secret (1978) et Touchstone (1982). Elle continue jusqu'à l'album Antidote (2019) de Chick Corea, avec The Spanish Heart Band et Rubén Blades.
Le 23 janvier 1980, elle se produit à Cannes avec Stan Getz, Paul Horn, Mike Garson et Joe Farrell. En 1986, elle enregistre le single The Way to Happiness avec Leif Garrett.
D'autres apparitions comme invitée sont The Gracious Core, sur l'album Castalia de Mark Isham, et la chanson titre de l'album Transformation (The Speed of Love) de David Sancious & Tone en 1976.
Elle enregistre un album sous son propre nom, I Loved You Then… I Love You Now (1979).